# ليلة سقوط بغداد (فلم)
ليلة سقوط بغداد فيلم مصري من إنتاج عام 2005 شارك بالمسابقة الرسمية لمهرجان القاهرة السينمائي. و هو عن رد فعل الشارع المصري ليلة سقوط بغداد من خلال كوميديا سوداء.

## قصة الفيلم
مع سقوط بغداد تحت الاحتلال الأمريكي، سقطت الشعوب العربية فريسة لهاجس يسأل من الدولة الآتية ؟ ، شاكر مدير مدرسة ثانوية يسقط في وسواس دائم يسيطر على حياته اليومية، وهو يتصور نفسه مكان الإنسان العراقي الذي يراه على شاشة التلفزيون ، تأتيه فكرة غريبة وهي لماذا لا يقوم بدور الراعي الرسمي لأحد العلماء الشبان من تلاميذه السابقين حتى يكتشف له سلاحاً يدافع به عن نفسه في أي لحظة مشئومة قد يقابلها في المستقبل، يفتش في ذاكرته عن الطلبة النوابغ الذين قابلهم في حياته كمدير، وبعد التفكير يستقر على طارق عبد الصمد ألمع الشباب الذين مروا عليه في حياته العملية، وبعد البحث يتمكن من الوصول إليه، يبدأ معه مشروع محاولة اختراع سلاح يردع كل من يحاول مهاجمة مصر ، يبدو العالم الشاب غير متحمس، لكن شاكر يولد فيه الحمية، ويعرض عليه أن يتزوج من ابنته، تعلم السلطات الأمريكية بما يحدث في منزل المواطن، يخترع طارق الجهاز، إلا أن السلطات المصرية تتخلى عن مساعدته في اختراعه وتتبرأ منه.

## الممثلون
- أحمد عيد
- حسن حسني
- بسمة
- هالة فاخر
- إحسان القلعاوي
- لطفي لبيب
- سامي مغاوري
- نبيل الهجرسي
- يوسف داوود
- سليمان عيد
- محمد الصاوي
- ناصر شاهين
- رؤوف مصطفى
- مجدي إدريس
- حسن كامي
- نيفين محمد

## روابط خارجية
- مقالات تستعمل روابط فنية بلا صلة مع ويكي بيانات